# Ya'akov Margi
Ya'akov Margi (hebraisk: יעקב מרגי, født 18. november 1960) er en israelsk politiker, der i dag er medlem af Knesset for Shas. Han er tidligere minister for religiøse anliggender. Margi blev født i Marokko og bragt til Israel under Operation Yakhin i 1962.
1. ↑  Navnet er anført på nynorsk og stammer fra Wikidata hvor navnet endnu ikke findes på dansk.
2. ↑  Navnet er anført på bokmål og stammer fra Wikidata hvor navnet endnu ikke findes på dansk.
3. ↑  Navnet er anført på engelsk og stammer fra Wikidata hvor navnet endnu ikke findes på dansk.